# Frank-Thomas Hett
Frank-Thomas Hett (* 11. Mai 1961 in Hannover) ist ein deutscher Jurist. Er ist seit 2024 Präsident des Niedersächsischen Oberverwaltungsgerichtes und war von 2020 bis 2022 Staatssekretär im Niedersächsischen Justizministerium.

## Leben
Hett studierte von 1980 bis 1986 Rechtswissenschaften an der Universität des Saarlandes in Saarbrücken und an der Georg-August-Universität in Göttingen und legte 1986 sein erstes sowie 1992 sein zweites Juristisches Staatsexamen ab. Sein Rechtsreferendariat absolvierte er im Oberlandesgerichtsbezirk Celle. Ab 1992 war er Richter auf Probe in der niedersächsischen Verwaltungsgerichtsbarkeit, ab 1995 Richter am Verwaltungsgericht Hannover.
Im Jahr 2004 wechselte er in das Niedersächsische Ministerium für Wissenschaft und Kultur und wurde Ministerialrat und war ab 2005 im Niedersächsischen Justizministerium sowie ab 2006 wieder im Ministerium für Wissenschaft und Kultur tätig. Ihm wurde 2018 der Dienstposten des ständigen Vertreters der Abteilungsleitung für „Personal, Haushalt, Organisation“ sowie der Referatsleitung für „Haushalt, Besoldung, Statistik, Controlling“ im Justizministerium übertragen. Im Jahr 2019 übernahm der promovierte Jurist die Leitung der Abteilung für „Zivilrecht, Öffentliches Recht“ des Justizministeriums.
Ab dem 1. September 2020 war er unter Ministerin Barbara Havliza (CDU) Staatssekretär im Niedersächsischen Justizministerium. Im Zuge des Amtsantritts des Kabinetts Weil III schied er am 8. November 2022 aus diesem Amt aus. Nach seiner Versetzung in den einstweiligen Ruhestand bewarb sich Hett erfolglos auf die Stelle des Präsidenten des Niedersächsischen Oberverwaltungsgerichtes in Lüneburg, da er mit der Begründung abgelehnt wurde, als Ruhestandsbeamter könne er am Auswahlverfahren nicht teilnehmen. Diese Entscheidung hob das Verwaltungsgericht Hannover mit Beschluss vom 3. Mai 2023 im Eilverfahren auf, da es das Grundrecht Hetts auf Zugang zu öffentlichen Ämtern (Art. 33 Abs. 2 GG) verletze. Eine Versetzung in den einstweiligen Ruhestand sei auch nicht mit einer Dienstunfähigkeit – die den Ausschluss vom Auswahlverfahren bedeutet hätte – gleichzusetzen.
Im April 2024 wurde er schließlich zum Präsidenten des Niedersächsischen Oberverwaltungsgerichtes ernannt.
Hett ist Mitglied der CDU.